# 604 (musikalbum)
604 är debutalbumet av den brittiska musikgruppen Ladytron, utgivet den 6 februari 2001 på Emperor Norton Records. Skivan producerades helt av medlemmarna själva. En del av låtarna är hämtade från EP:n Miss Black and Her Friends (1999). Fyra singlar har släppts från albumet – He Took Her to a Movie (1999), Playgirl (2000), Commodore Rock (2000) och The Way That I Found You (2001). Singeln Playgirl släpptes även ut som nyutgåva 2001 med olika remixer på.
Albumet mötte bra kritik av bland andra Allmusic och NME, som båda gav det 4/5 i betyg.

## Låtlista
Alla låtar är skrivna av Ladytron om inget annat anges.
1. Mu-Tron – 2:58
2. Discotraxx – 3:50
3. Another Breakfast with You – 3:03
4. CSKA Sofia – 2:22
5. The Way That I Found You – 3:29
6. Paco! – 3:00
7. Commodore Rock – 4:47
8. Zmeyka – 3:14
9. Playgirl – 3:49
10. I'm with the Pilots – 2:43
11. This Is Our Sound – 4:09
12. He Took Her to a Movie – 3:10
13. Laughing Cavalier – 1:08
14. Ladybird (Grimes, Ladytron) – 4:38
15. Jet Age – 3:10
16. Skools Out… – 4:06